# Юст, Шандор
Шандор Юст (12 апреля 1874, Бремен, Германская Империя — 30 мая 1937, Будапешт, Королевство Венгрия) — венгерский химик немецкого происхождения. Настоящее имя — Александр Фридрих Юст. Поселившись в Венгрии, стал называть себя Юст Шандор Фридьеш.

## Биография
Шандор Юст родился в Бремене в 1874 году в семье Максимилиана Александра Юста и Элизабет Доротеи Софии Хойерман. В 1882 году вместе с семьёй переехал в Вену, где окончил гимназию Мариахильф. В 1892 году поступил в Венский Университет, где изучал химию, физику, философию, минералогию и математику. В 1894 году по совету дяди Эдуарда Юста начал работу над докторской диссертацией, которую защитил через два года, получив докторскую степень. Работал в качестве ассистента в Венском техническом университете в области аналитической химии.
В 1900-м году в Вене женился на Анне Марии Элизабет Ножичке, родившей ему четырёх сыновей и одну дочь.
В 1904 году совместно с хорватским химиком Франьо Ханаманом впервые разработал и запатентовал лампу накаливания с вольфрамовой нитью. Новая технология, предложенная Ханаманом и Юстом, предполагала осаждение вольфрама из паров гексахлорида вольфрама на угольную нить, после чего нить сжигалась в водородной атмосфере. Данная технология была запатентована в Венгрии в 1904 году. Новые лампы получились более долговечными и эффективными, так как вольфрам имел более высокую температуру плавления. Однако вольфрам имел весьма ограниченное применение из-за того, что был нековким и потому довольно хрупким, поэтому после того, как американский физик Уильям Дэвид Кулидж предложил более совершенную технологию производства нитей из ковкого вольфрама, разработка Юста и Ханамана потеряла ценность.